# Vertrag von Sankt Petersburg (1907)
Der Vertrag von Sankt Petersburg  wurde am 31. August 1907 von Sir Arthur Nicolson, Botschafter des Vereinigten Königreichs, und dem Außenminister des zaristischen Russland, Graf Alexander Petrowitsch Iswolski, in Sankt Petersburg unterzeichnet. In ihm einigten sich die beiden Mächte auf die Abgrenzung ihrer Interessensphären in Zentralasien. Ferner bildete der Vertrag die Grundlage für das britisch-russische Kriegsbündnis von 1914 und die Erweiterung der Entente cordiale zur Triple Entente. Zur gleichen Zeit wurde die Anglo-Russische Konvention (1907) ausgehandelt, welche das Gebiet Tibet regelte. Diese Verträge beendeten das „Great Game“, den jahrzehntelangen Konflikt zwischen Russland und Großbritannien um die Vorherrschaft in Zentralasien.

## Ausgangslage
Die offiziellen Verhandlungen begannen im Juni 1906. Es gab eine Reihe von Einflussfaktoren, die zum Abschluss dieses Vertrages führten. Einen Faktor bildete Deutschland, das mit dem Ausbau der Kaiserlichen Marine die englische Vorherrschaft auf See in Frage stellte (siehe  Deutsch-Britisches Flottenwettrüsten). Auch der Bau der Bagdadbahn, deren Bau 1902 vom Osmanischen Reich an Deutschland vergeben worden war und die im Endausbau bis an den Persischen Golf reichen sollte, wurde von den Briten als eine Bedrohung wahrgenommen. Großbritanniens seit langem bestehende Wirtschaftsinteressen in Indien (seit 1858 Britisch-Indien) und dem persischen Golf spielten eine entscheidende Rolle beim Abschluss des Abkommens. Importe und Exporte, die über die persischen Häfen des persischen Golfes (z. B. Bandar Abbas) abgewickelt wurden, waren nahezu vollständig in britischer Hand. Die Persian Gulf Residency der Briten hatte ihren Sitz im südiranischen  Bushir.
Die Interessen Russlands bestanden in der Sicherung seiner wirtschaftlichen Interessen in Persien. Nach dem 1905 verlorenen Russisch-Japanischen Krieg wollte Russland in Persien nicht das Risiko eines militärischen Konflikts mit Großbritannien eingehen. Aus diesem Grund sah der Vertrag eine faktische Teilung Persiens vor. In Persien war 1905 die Konstitutionelle Revolution ausgebrochen. Das neue politische Machtzentrum war nun nicht mehr der Schah, sondern das Parlament. Russland hatte an Mozaffar ad-Din Schah 4 Mio. £ Darlehen gegeben. Darüber hinaus war ein Großteil der politischen Elite Persiens über zinsgünstige Kredite der russischen Banque d’Escompte et des Prets de Perse verschuldet. Mit der großzügigen Vergabe von Krediten hatte sich Russland einen nachhaltigen Einfluss auf die politischen und wirtschaftlichen Entscheidungen Persiens gesichert. Dieser Einfluss drohte nun durch die revolutionären Vorgänge in Persien zu schwinden.
Großbritannien hatte bis zum Abschluss des Abkommens mit Russland die konstitutionelle Bewegung unterstützt, indem es den Demonstranten und politischen Aktivisten erlaubte, das britische Botschaftsgelände als Fluchtpunkt vor der Verfolgung durch die Sicherheitskräfte des Schahs zu nutzen. Zelte wurden im Garten der britischen Botschaft aufgestellt. Über 13.000 Personen hatten sich Anfang August 1906 auf dem Gelände der britischen Botschaft versammelt. In den Diskussionen auf dem Botschaftsgelände wurden jetzt zum ersten Mal die Forderungen nach einer Verfassung und bürgerlichen Freiheiten geäußert. Zum Geburtstag von Mozaffar ad-Din Schah am 5. August 1906 (13. Amordad 1285) wurde von den Demonstranten vor der britischen Botschaft ein riesiges Fest zu Ehren des Schahs organisiert. Mozaffar ad-Din Schah hatte ein Dekret unterzeichnet, in dem die Errichtung einer gewählten beratenden Versammlung zugesagt worden war.

## Inhalt

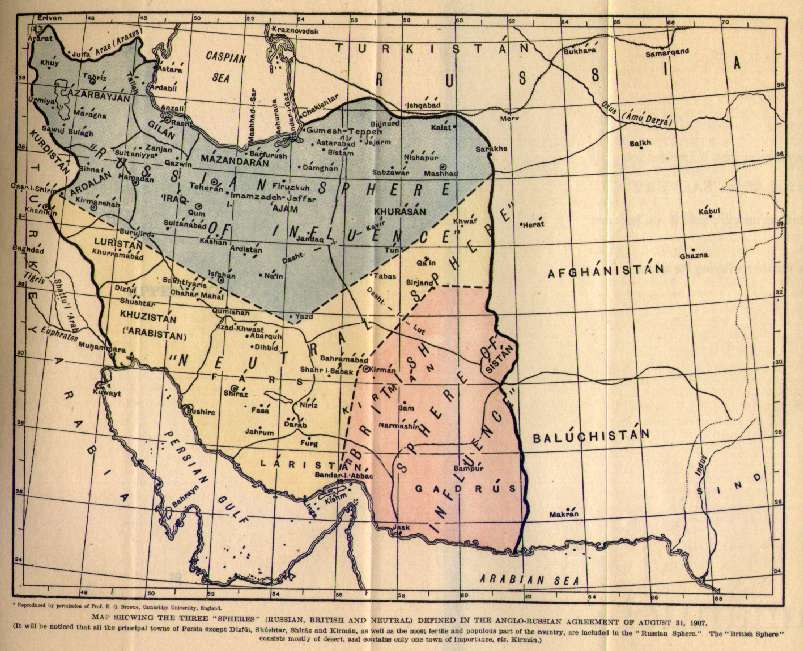
Karte der Teilung Persiens in russische und britische Einflusszonen durch den Vertrag von St. Petersburg

In dem Vertrag legten die beiden Mächte ihr zukünftiges Verhalten gegenüber dem nominell selbständigen, aber von inneren Unruhen ergriffenen Persien, dem seit dem Zweiten Anglo-Afghanischen Krieg stark britisch beeinflussten Afghanistan fest.
- Persien wurde in eine russische, eine britische und eine neutrale Zone eingeteilt; die russische Zone umfasste das Gebiet nördlich der (groben) Linie Kermānschāh–Yazd–Sarakhs, die britische den südöstlichen Teil des Landes (heutiges Iranisch-Belutschistan).
- Russland erkannte an, dass Afghanistan quasi wie ein britisches Protektorat zu behandeln sei. Die Bemühungen Russlands, offizielle Beziehungen zu Afghanistan aufzunehmen, wurden eingestellt.

Die Vertragsverhandlungen fanden ohne Vertreter der betroffenen Staaten statt. Die persische Regierung wurde am 16. September 1907 über den Inhalt des Vertrages informiert.
In der Präambel des Vertragstextes, der sich auf Persien bezieht, heißt es:

„Das alleinige Ziel dieses Abkommens ist es, jegliches Missverständnis zwischen den Vertragsparteien hinsichtlich Persien betreffende Fragen zu vermeiden. Die Regierung des Schahs wird davon überzeugt sein, dass dieser Vertrag … Wohlstand, Sicherheit und die innere Entwicklung Persiens auf die wirksamste Weise befördern wird.“

Die nachfolgenden Artikel regeln dann im Detail, dass alle persischen Zölle der russischen Zone an die zuvor als Zweigstelle der russischen Staatsbank in Teheran gegründete „Banque d’Escompte et des Prets de Perse“ zur Bedienung der von Russland dem Schah gewährten Darlehen abzuführen seien. Im Gegenzug werden alle Zölle der Provinz Fars und der persischen Golfprovinzen sowie sämtliche Einnahmen aus der Fischerei im persischen Golf wie im Kaspischen Meer und die Einnahmen des Post- und Telegrafenwesens an die in Teheran zuvor gegründete britische Imperial Bank of Persia zur Bedienung der von Großbritannien dem Schah gewährten Darlehen abgeführt. Sollte es bei den Zahlungen zu Irregularitäten kommen, hatten beide Mächte vereinbart, sich abzusprechen, welche Maßnahmen zu ergreifen sind.

## Auswirkungen
Das Bekanntwerden des Abkommens im Iran im September 1907 führte zu Demonstrationen und Aufruhr im ganzen Land. Die Bevölkerung hatte schnell erkannt, dass ihr Land ohne ihre Zustimmung durch fremde Mächte in Wirtschaftszonen aufgeteilt worden war und dass die dem Staat zufließenden Einnahmen nicht ihnen zugutekommen würden, sondern für Zinszahlungen und Schuldentilgung der von den Kadscharenschahs aufgenommenen Darlehen verwendet würden.
Als unmittelbare Folge des Abkommens wurde die Basis der konstitutionellen Bewegung in Persien, das Parlament (Madschles), durch das Eingreifen Russlands zwei Mal in vier Jahren aufgelöst. Mohammed Ali Schah begrüßte die politische Unterstützung gegen die konstitutionelle Bewegung durch Russland. Nach dem Tod von Mozaffar ad-Din Schah auf den Thron gekommen, waren seine Rechte als Schah vom Parlament massiv eingeschränkt worden. Russland gewährte Mohammed Ali Schah einen Privatkredit, mit dem er Schlägertruppen finanzierte, die gegen einzelne Parlamentarier vorgingen. 1908 kam es dann zur Auflösung des ersten gewählten iranischen Parlaments, nachdem das Parlamentsgebäude am 23. August 1908 von Kosaken beschossen und zerstört worden war. Großbritannien hatte sich vollständig aus den Vorgängen in der russischen Zone herausgehalten.
Mit Hilfe der persischen Kosakenbrigade hatte Mohammed Ali Schah die absolutistische Herrschaft in Persien wieder hergestellt. Eine Ausnahme bildete die Stadt Tabriz, die von Konstitutionalisten gehalten wurde. Russland entsandte eigene Truppen, um Mohammad Ali Schah militärisch zu unterstützen, konnte aber keinen durchschlagenden Erfolg erzielen. Am Ende siegte die konstitutionelle Bewegung und Mohammad Ali Schah floh in die russische Botschaft in Teheran. Nach der Zusage einer Rente und der Zusicherung, dass Persien alle bei Russland bestehenden Schulden anerkennen und bezahlen würde, konnte Mohammed Ali Schah mit einem russischen Pass versehen am 10. September 1909 nach Russland ausreisen.
Ein zweites Mal griffen reguläre russischen Truppen 1911 in Persien ein und lösten das zweite gewählte Parlament Persiens 1912 auf. Im Frühjahr 1911 hatte das persische Parlament den amerikanischen Finanzexperten Morgan Shuster als Schatzkanzler berufen. Shuster führte eine Steuergesetzgebung nach westlichem Muster in Persien ein und verhalf so dem noch jungen persischen Staat zu umfassenden Einnahmen. Um die Steuerforderungen des Staates gegenüber den Großgrundbesitzern durchsetzen zu können, gründete er eine eigene Steuerpolizei, die unter der Leitung eines ehemaligen britischen Offiziers stand. Die Großgrundbesitzer, die russische Darlehen hatten, wandten sich nun an Russland, das umgehend die Absetzung Shusters forderte. Da das Parlament sich dieser Forderung nicht beugte, marschierten russische Truppen in Persien ein, beschossen die Moschee in Mashahd und lösten das Parlament auf. Shuster gab sein Amt auf. Die konstitutionelle Bewegung in Persien war zum zweiten Mal durch Russland in ihrem Vorhaben, ein demokratisch legitimiertes parlamentarisches System in Persien aufzubauen, gestoppt worden. Auch dieses Mal hielt sich Großbritannien an das 1907 geschlossene Abkommen und griff nicht in die politischen Auseinandersetzungen zwischen Russland und Persien ein.
Es sollte bis Juni 1914 dauern, bis wieder Wahlen im Iran abgehalten werden konnten. Im August 1914 brach dann der Erste Weltkrieg aus und im Oktober 1914 marschierten russische und britische Truppen in Persien ein.

## Annullierung
Der Erste Weltkrieg sollte das Ende des Vertrags von Sankt Petersburg bedeuten. Nach dem Zusammenbruch des zaristischen Russlands und der Machtübernahme der Bolschewiki nach der Oktoberrevolution 1917 wurde im Friedensvertrag von Brest-Litowsk in Artikel 7 folgendes festgestellt: „Von der Tatsache ausgehend, daß Persien und Afghanistan freie und unabhängige Staaten sind, verpflichten sich die vertragschließenden Teile, die politische und wirtschaftliche Unabhängigkeit und die territoriale Unversehrtheit dieser Staaten zu achten.“ Asad Bahadur, Chargé d’Affaires der persischen Botschaft in Sankt Petersburg nahm auf Anweisung der persischen Regierung Kontakt mit dem Volkskommissar des Auswärtigen Leo Trotzki auf, um Verhandlungen über den Abzug der russischen Truppen zu führen. Am 14. Januar 1918 schlug Trotzki einen Fünfstufenplan vor, auf dessen Grundlage der Abzug erfolgen sollte. Ende Januar 1918 begann dann auch der Abzug der russischen Truppen. Bahadur verhandelte mit Trotzki auch über die Aufhebung des Vertrages von Sankt Petersburg von 1907. Auch hier gelang ihm ein Erfolg. Am 27. Januar 1918 erklärte Trotzki im Auftrag des Rats der Volkskommissare den Vertrag von Sankt Petersburg sowie alle vor und nach diesem Datum zwischen dem Iran und dem zaristischen Russland getroffenen Vereinbarungen, die die Souveränitätsrechte des persischen Volkes beeinträchtigen für „null und nichtig“. Diese Entscheidung sollte weitreichende Folgen für die persische Außenpolitik haben. Am 27. Juli 1918 erklärte die persische Regierung alle Verträge, Abmachungen und Konzessionen mit Russland, die dem persischen Volk durch Drohungen oder Bestechungen aufgezwungen worden waren, für ungültig.

## Folgeverträge
Großbritannien hatte nach dem Ende des Ersten Weltkriegs 1919 mit dem anglo-persischer Vertrag von 1919 den Versuch unternommen, die Beziehungen zum Iran aus seiner politischen Interessenlage heraus neu zu regeln. Die Anerkennung dieses Vertrages hätten den Iran faktisch in ein britisches Protektorat verwandelt. Der Vertrag war nach der Zahlung erheblicher Bestechungssummen von der damaligen persischen Regierung unterzeichnet, vom persischen Parlament aber nicht bestätigt worden. Ein ähnliches Schicksal ihres angestrebten Vertrages wollten die Sowjets unter allen Umständen vermeiden. Um den vertragslosen Zustand zwischen den beiden Ländern zu ändern, trat man ab 1920 in Verhandlungen ein. Die Voraussetzungen für einen erfolgreichen Abschluss der Verhandlungen schienen gegeben. Persien war unter den ersten Ländern, die die neue sowjetische Regierung bereits am 14. Dezember 1917 anerkannt hatten. Am 26. Februar 1921 kam es zur Unterzeichnung des sowjetisch-persischen Freundschaftsvertrages.